# The World and the Woman (film, 1914)
Pour les articles homonymes, voir The World and the Woman.
The World and the Woman est un film muet américain réalisé par Travers Vale et sorti en 1914.

## Fiche technique
- Titre : The World and the Woman
- Réalisation : Travers Vale
- Pays d'origine :  États-Unis
- Langue : Anglais
- Production : Biograph Company
- Distribution : General Film Company
- Format : Noir et blanc — 35 mm — 1,33:1
- Genre : Film dramatique
- Dates de sortie :
  -  États-Unis : 20 juillet 1914

## Distribution
- George Morgan
- Louise Val